# 사모아날여우박쥐

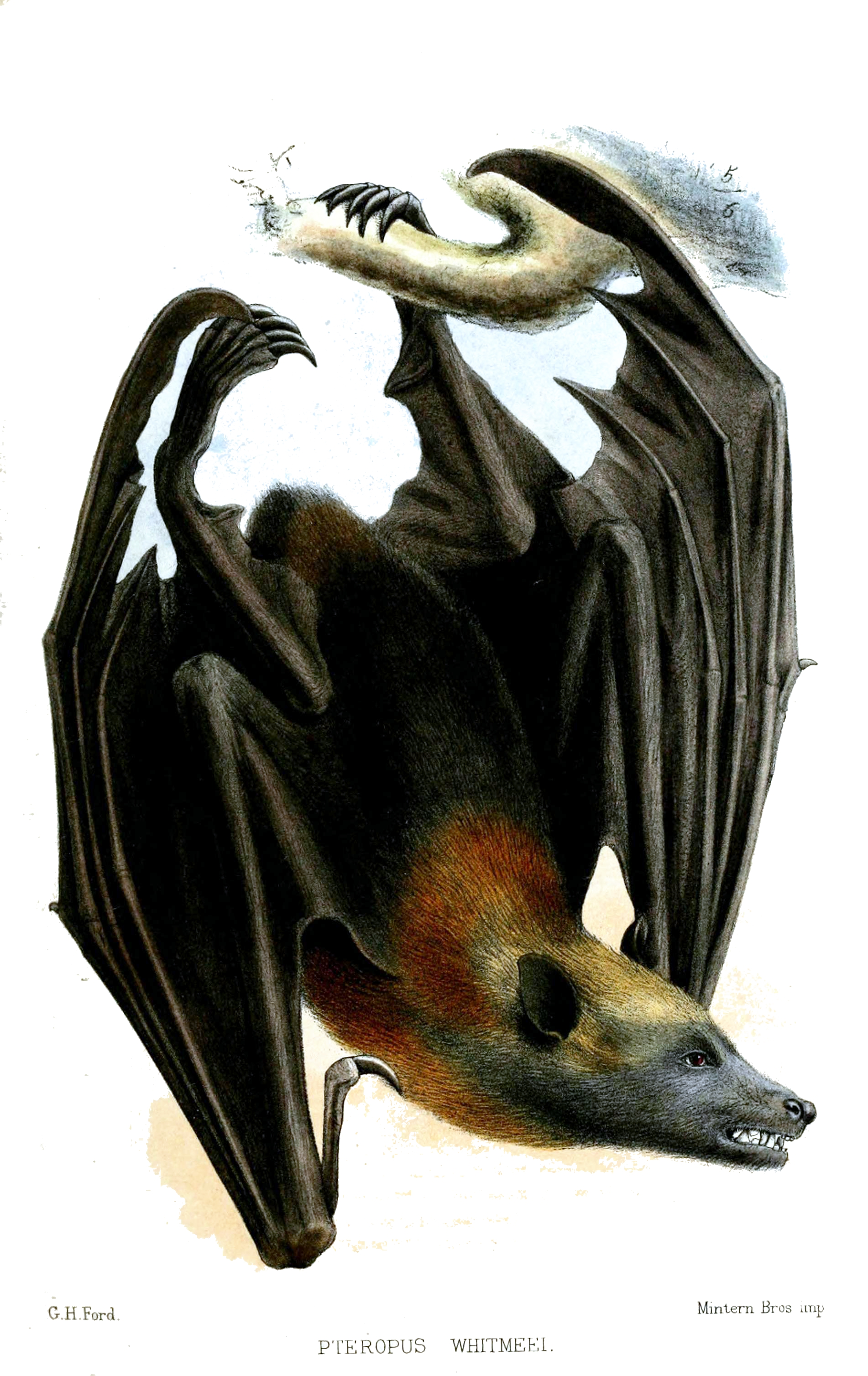
사모아날여우박쥐

사모아날여우박쥐(Pteropus samoensis)는 큰박쥐과에 속하는 박쥐의 일종이다. 아메리칸 사모아와 피지 그리고 사모아에서 발견된다. 자연 서식지는 아열대 또는 열대 기후 지역의 건조림이다. 서식지 감소로 멸종 위협을 받고 있다.

## 특징
사모아날여우박쥐는 중형 크기의 박쥐로 몸무게는 약 450g이고 날개 폭은 약 0.86m이다. 여우를 닮은 얼굴과 뾰족한 주둥이, 갈색 몸을 갖고 있으며, 머리와 어깨의 털은 금발 또는 은색-회색을 띤다.

## 분포 및 서식지
사모아날여우박쥐는 피지와 사모아 그리고 아메리칸사모아의 토착종이다. 서식지는 일차림과 이차림 습윤 숲과 농장, 조림지, 거주지 외곽이다. 대부분의 날여우박쥐류와 달리, 사모아날여우박쥐는 홀로 또는 작은 가족 집단이 둥지 생활을 한다.

## 생태
주로 낮에 활동하는 주행성 동물로 아침 일찍과 오후 늦게 먹이를 구하기 위해 둥지를 떠난다. 먹이는 주로 과일로 이루어져 있지만 잎과 꽃, 꽃꿀을 먹기도 한다. 일부일처제로 추정되며, 수컷은 약 3km2의 영역을 지배한다. 매년 한 마리의 새끼를 보통 5월 또는 6월에 낳는다. 새끼들은 성체 몸 크기의 약 절반 정도될 때 날기 시작하지만, 암컷 몸 크기의 약 3/4 정도까지 날지 않을 수도 있다.

## 보전 상태
국제 자연 보전 연맹(IUCN)은 사모아날여우박쥐를 "취약근접종"으로 분류하고 있다. 개체수는 점진적으로 감소 추세를 보이는 것으로 추정하고 있지만, 넓은 분포 지역과 분포 지역 안에서 상당히 흔한 종이고, 감소 추세가 좀더 취약한 상태로 분류할 정도로 나쁘지 않기 때문에 취약근접종으로 분류하고 있다. 주요 위협 요인 숲 개간과 식용으로 사용하기 위한 사냥이다. 1980년대에 고급 식용 고기로 수출되기 위해 상업용 사냥이 있었지만, 1990년에 멸종위기에 처한 야생동식물종의 국제거래에 관한 협약(CITES) 부속서 I에 등재되면서 무역 거래가 멈췄다.